# Кирово (Псковский район)
Ки́рово — деревня в Псковском районе Псковской области России. Административный центр Краснопрудской волости Псковского района.
Расположена в 35 км к югу от Пскова.
На Центральной улице расположена Москвинская средняя общеобразовательная школа и Дом культуры.

## Население
| 2001 | 2002 | 2010 |
| ---- | ---- | ---- |
| 446  | ↘385 | ↘297 |

## История
В деревне находится воинское захоронение, на одном из обелисков написано: «...Здесь захоронены 1305 советских воинов и Герой Советского Союза Никитченко Н.В.» Последнему также посвящён отдельный обелиск, где говорится о том, что «26 июня 1944 года при освобождении Псковщины от фашистских захватчиков у деревни Погостище смертью храбрых погиб красноармеец Никитченко Никита Васильевич. За проявленный героизм при отражении танковой атаки Никитченко Н.В. посмертно присвоено звание Героя Советского Союза».
Неподалёку от мемориала размещён памятник Кирову С.М.

## Галерея

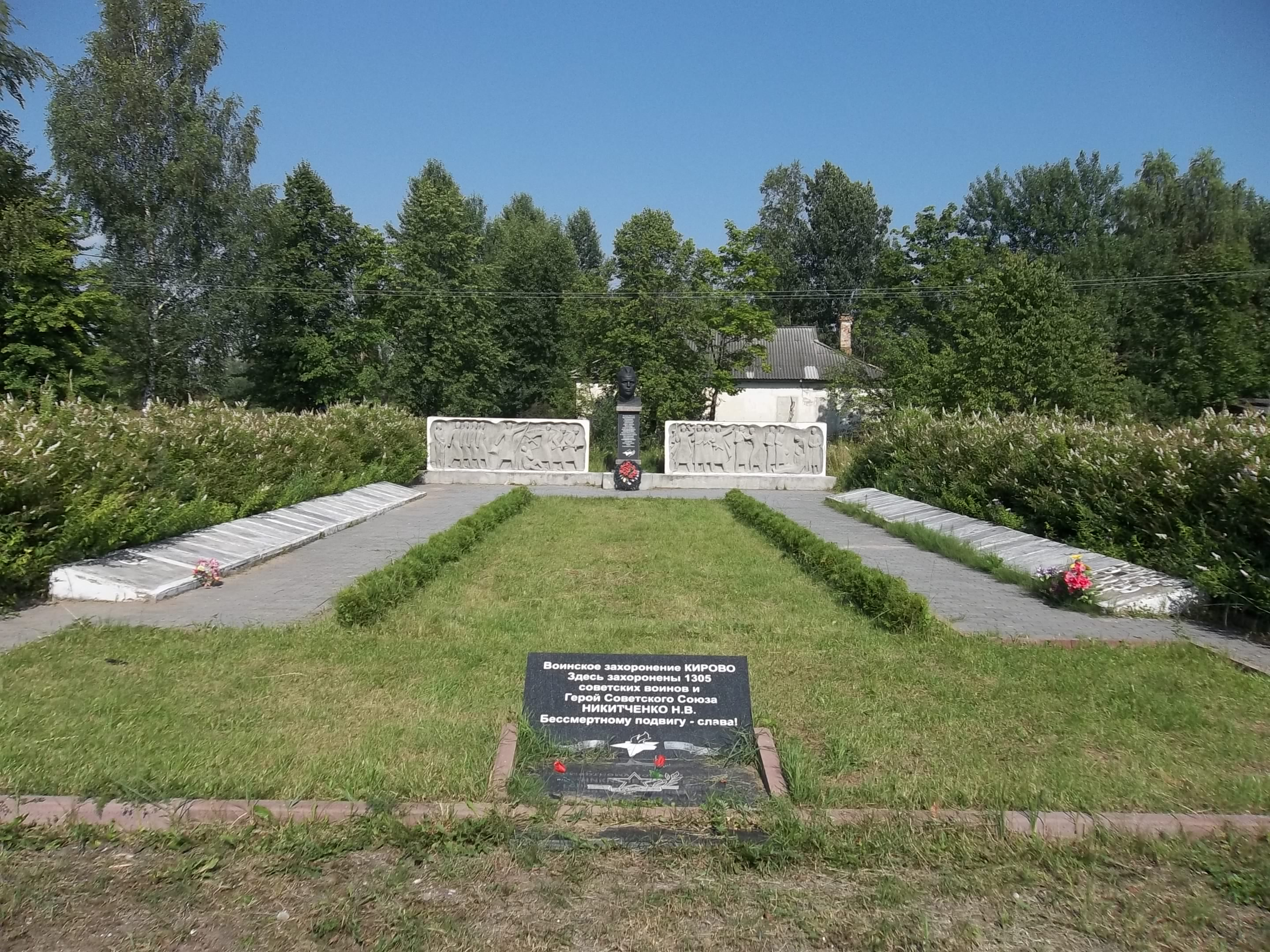
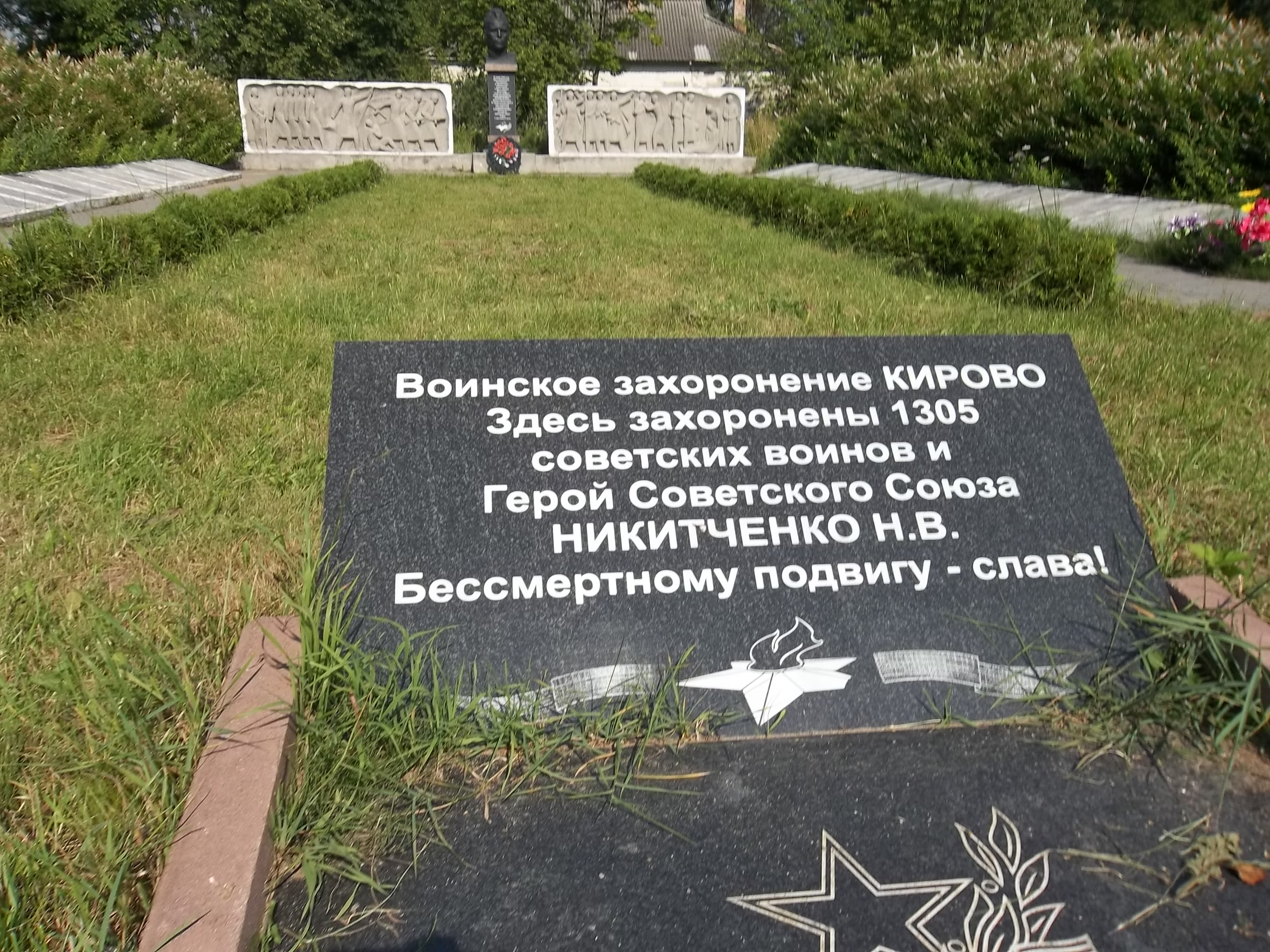
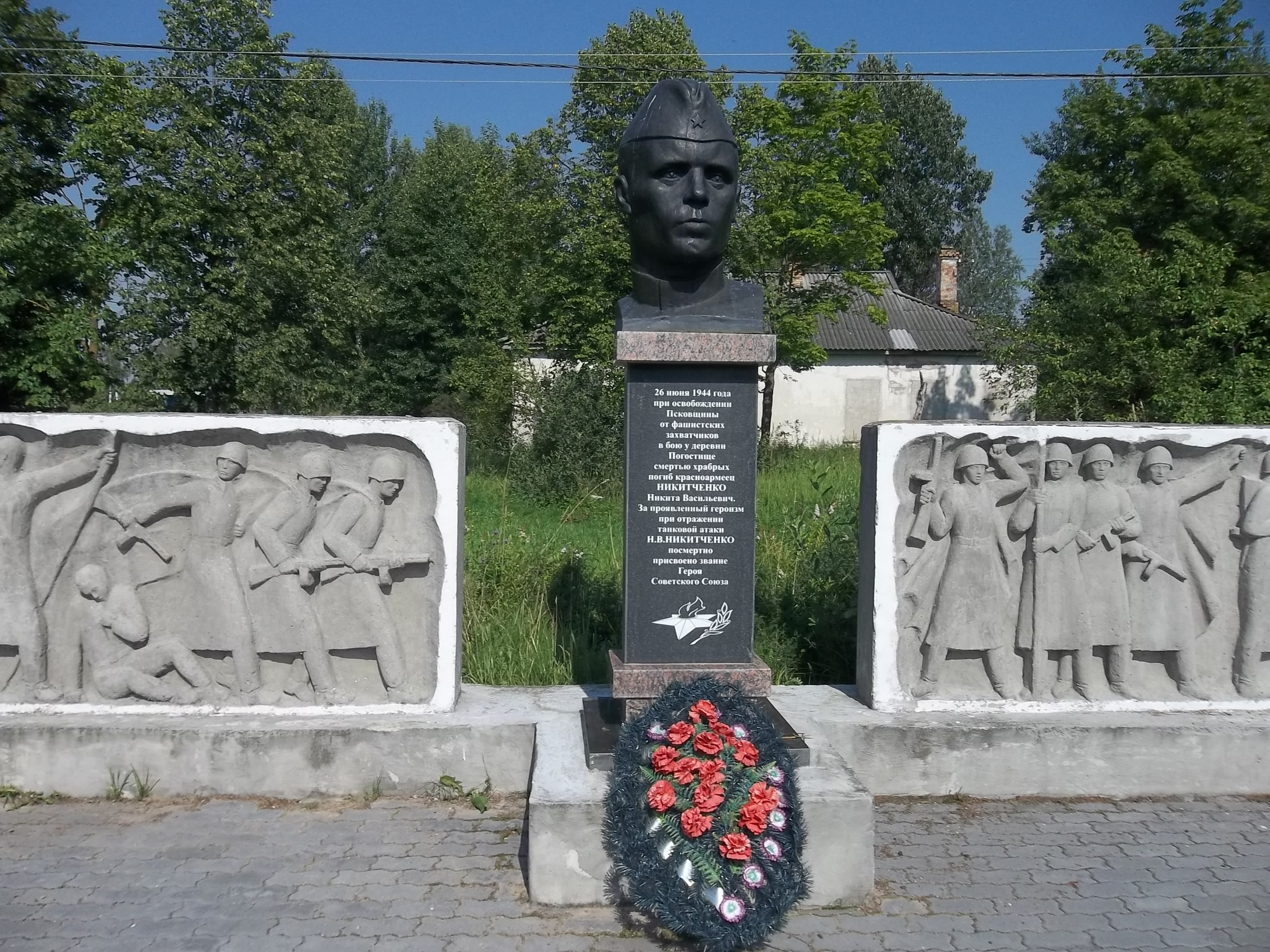